# セゾングループの映画事業
セゾングループの映画事業（セゾングループのえいがじぎょう）では、かつて日本に存在した流通産業を中心とするセゾングループ（西武セゾングループ）による映画の事業展開について記述する。

## 概要
セゾングループは、総帥の堤清二による文化事業で、加盟各社により1980年代初頭より1990年代末にかけて、製作から興行の分野にかけて映画･映像の事業展開がなされていた。なお、事業への指向はビジネス的側面と文化事業的な側面が事業を行う各社および、その案件、個別の状況で行われていた。安部公房や武満徹など、堤と個人的に関係のある人物が関与することも多かった。

## 前史

### テレビドラマ
セゾングループは「西武スペシャル」および、「セゾンスペシャル」という冠名で、1979年から1987年（1985年より「セゾンスペシャル」に名称変更）の期間に単発のテレビドラマへの提供を行い、下記のリストにある様に日本テレビ、TBS、フジテレビ、MBSにて製作され、全国のネット局にて放送されていた。
内容的には、同グループの主事業の流通業の顧客が女性であることから、女性が主人公、女性を取り巻く物語が比較的に多数であった。また、大型の出店・催事などに連動した、いわゆる“ご当地物”とする傾向もあった。

#### 作品リスト
- 「女が職場を去る日」（1979年/フジテレビ、PDS/脚本:水木洋子/演出:久野浩平）
- 「あめゆきさん」（1979年/TBS、テレビマンユニオン/脚本:新藤兼人、今野勉/演出:今野勉/原作:山崎朋子）
- 「ビバ!シネマ 青春を配達した女」（1980年/TBS/演出:鈴木利正/脚本:岡田光治、池田一朗）※川喜多かしこの半生を描く。
- 「スペイン子連れ留学」（1980年/フジテレビ、テレビマンユニオン/原作:小西章子/脚本:田村孟/演出:近藤久也）
- 「隣りの女 現代西鶴物語」（1981年/TBS/脚本:向田邦子/演出:浅生憲章）※芸術祭参加
- 「山を走る女」（1981年/日本テレビ/原作:津島祐子/脚本:砂田量爾/演出:せんぼんよしこ）
- 「風の鳴る国境 -明子と早苗-」（1982年/TBS/原作:角田房子/脚本:寺内小春/演出:竹之下寛次）
- 「嵐立つなり」(1982年/MBS/脚本：田向正健/演出:瀬木宏康)
- 「季節が変わる日」（1982年/日本テレビ、PDS/脚本:山田太一/演出:久野浩平)
- 「離婚・ぼくんちの場合」（1983年/TBS/脚本:小山内美江子/演出:井下靖央） ※西武スペシャル第10弾
- 「波の盆」（1983年/日本テレビ、テレビマンユニオン/監督:実相寺昭雄/脚本:倉本聡）
※ 第38回（昭和58年度）芸術祭テレビドラマ部門大賞、第1回ATP賞グランプリ、第16回テレビ大賞優秀番組賞
- 「月の川」（1984年/TBS/脚本:早坂暁/演出:服部晴治）
- 「友よ」（1984年/日本テレビ/脚本:大野靖子/演出:せんぼんよしこ） ※芸術祭参加
- 「受胎の森」（1985年/TBS/脚本:市川森一/演出:大山勝美）
- 「人生は片道切符」（1985年/日本テレビ/脚本:柴英三郎/監督:富本壮吉）
- 「雨の降る駅」（1986年/TBS/脚本:鎌田敏夫/演出:鴨下信一）
- 「チャオチャオたこかいな〜たこやきルネッサンスや。〜」（1986年/MBS/脚本:宮川一郎/演出:池田徹朗）※毎日放送35周年記念特別番組
- 「インタビュアー冴子」(1986年/日本テレビ、IVSテレビ制作/監督:恩地日出夫/脚本:市川森一) ※第4回ATP賞'87優秀賞
- 「サーカス村裏通り」（1987年/TBS/原作:久田恵/脚本:小山内美江子/演出:近藤邦勝/出演：松坂慶子 他）
- 「秋のシナリオ」（1987年/日本テレビ/脚本:倉本聡/演出：石橋冠） ※日本テレビ開局35年記念番組
- 「スクールガール・セレナーデ 桂華學女小夜曲」（1988年/日本テレビ/テレビマンユニオン/原作：林えり子/脚本:筒井ともみ/演出:渡辺えり子） ※日本テレビ開局35年記念番組

※ 番組のタイムCMには、セゾングループ各社の特別に制作された長尺のCFが放映されていた。

### 映画
- 「仔象は死んだ」（1980年/原作・脚本・監督：安部公房/安部公房スタジオ/企画：西武美術館、新潮文芸振興会）
- 「上海バンスキング」（1984年/監督：深作欣二）
※有楽町西武と共に有楽町マリオンに開館した丸の内ピカデリーのこけら落し作品。松竹、テレビ朝日とともに西武流通グループ・シネセゾン名義で製作とされている。

### 施設
- スタジオ200 - 西武百貨店池袋店(現：池袋本店)内にて1979年より1991年の期間に運営されていた多目的ホール。アート系映画、実験映画、アニメーションなどの展示も企画･運営。1983年にオープンの シネ・ヴィヴァン･六本木やシネセゾンにその映像部門の一部がスピンアウト。

## 製作事業
エクゼ、西友、セディック、パルコなどが映画製作を展開。

### エグゼ
- 「精霊のささやき」（1987年/監督：植岡喜晴/共同製作：渡辺プロダクション）
- 「帝都物語」（1988年/監督：実相寺昭雄）
- 「帝都大戦」（1989年/監督：一瀬隆重）
- 「ZIPANG」（1990年/監督：林海象/共同製作：東京放送）

### シネセゾン
- 「星くず兄弟の伝説」（1985年/監督：手塚眞）
- 「火まつり」（1985年/監督：柳町光男/共同製作：プロダクション群狼）

### 西友
- 「人間の約束」（1986年/監督：吉田喜重/共同製作：キネマ東京）
- 「次郎物語」（1987年/監督：森川時久/共同製作：学習研究社＝キネマ東京）
- 「嵐ヶ丘」（1988年/監督：吉田喜重/共同製作：MEDIACTUEL）
- 「千利休 本覺坊遺文」（1989年/監督：熊井啓）
- 「式部物語」（1990年/監督：熊井啓）
- 「橋のない川」（1992年/監督：東陽一/共同製作：ガレリア）
- 「クレープ」（1993年/監督：市川準/共同製作：東映＝東北新社）
- 「乳房」（1993年/監督：根岸吉太郎/共同製作：東映＝東北新社）
- 「写楽」（1995年/監督：篠田正浩/共同製作：TSUTAYA＝堺綜合企画＝表現社＝テレビ朝日）
- 「Focus」（1996年/監督：井坂聡/共同製作：エースピクチャーズ）
- 「月とキャベツ」（1996年/監督：篠原哲雄/共同製作：エースピクチャーズ）
- 「わが心の銀河鉄道 宮沢賢治物語」（1996年/監督：大森一樹/共同製作：朝日新聞社＝ソニー・ミュージックエンタテインメント＝テレビ朝日＝東映＝日本インベストメント・ファイナンス＝日本出版販売＝東日本ハウス＝文化放送＝メガソフト）
- 「映画 忍たま乱太郎」（1996年/総監督：芝山努/共同製作：アイアンドエス＝エースピクチャーズ＝システムＤ＝松竹＝スポニチテレビニュース社＝総合ビジョン＝デジタルピクチャー＝ナムコ＝ポニーキャニオン＝マルチボックス＝リトルガレージ）
- 「トイレの花子さん」（1996年/監督：大地丙太郎/共同製作：映画忍たま乱太郎と同じ座組）
- 「はむこ参る!」（1996年/監督：やすみ哲夫共同製作：映画忍たま乱太郎と同じ座組）

### セゾングループ
- 「火まつり」（1985年/監督：柳町光男）※共同製作：シネセゾン＝プロダクション群狼
- 「人間の約束」（1986年/監督：吉田喜重）※共同製作：西友＝キネマ東京
- 「友達」（1989年/監督：シェル・オーケ・アンデション）※共同製作：SFI＝西武美術館＝新潮社

### セディック
- 「ほんの5g」（1988年/監督：太田圭/共同製作：松竹）
- 「会社物語 MEMORIES OF YOU」（1988年/監督：市川準/共同製作：松竹＝日本テレビ放送網＝坂本事務所）
- 「ハリマオ」（1989年/監督：和田勉/共同製作：松竹＝ワダベンカンパニー＝I&S＝ワタナベフィルム）
- 「ヒルコ 妖怪ハンター」（1991年/監督：塚本晋也）
- 「泣きぼくろ」（1991年/監督：工藤栄一）
- 「夢の女」（1993年/監督：坂東玉三郎/共同製作：松竹＝朝日新聞社＝大王製紙＝全国朝日放送＝駒井アソシエート＝赤池産業）
- 「APO APOワールド ジャイアント馬場90分一本勝負」（1996年/監督：やすみ哲夫/共同製作：松竹）

### パルコ
- 「ビリィ・ザ・キッドの新しい夜明け」（1986年/監督：山川直人/共同製作：バップ）
- 「ウンタマギルー」（1989年/監督：高嶺剛）

### 協力･その他
- 「地球交響曲」（1992年/監督：龍村仁）
- 1980年代末よりI&SがOVAを製作。「桃太郎伝説 PEACHBOY LEGEND」、「機甲警察メタルジャック」などに参画した。

## 映像制作事業

### セディック

#### 映画
- 「BU・SU」（1987年/監督：市川準）
- 「クレープ」（1993年/監督：市川準）
- 「乳房」（1993年/監督：根岸吉太郎）

#### テレビほか
- 「中村敦夫の地球発22時 マニラ緊急報告・いま日本人が危ない!?」（テレビ/1987年/毎日放送） ※第24回ギャラクシー賞選奨受賞
- 「松本清張サスペンス 六畳の生涯」（テレビ/1987年/読売テレビ/脚本：大野靖子/監督：富本壮吉） ※第25回ギャラクシー賞奨励賞受賞
- 「秋のシナリオ」（テレビ/1987年/日本テレビ/脚本:倉本聡/演出：石橋冠）
- 「江夏八重子の生涯」（テレビ/1988年/鹿児島テレビ放送、セディック、読売テレビ/脚本：井沢満/演出：和田勉）
- 「恋の仕事人 シュラバ★ヤ★ランコ」（Vシネマ/1996/監督：水谷俊之/松竹ホームビデオ）

## 配給事業
- シネセゾン ※1984年2月に設立、アート単館系の洋画・邦画の映画配給が主な事業。又、西友、西武百貨店が運営する映画館の番組編成の協力および、友の会の運営などを行った。1998年に活動を終えている。
- 東京テアトル ※1988年より“バビット”レーベルで洋画の買付・配給業務を開始。 また、日本のアニメーション映画の配給も行う。

## 興行事業
各企業が運営するショッピングセンターなどの商業施設内には映画館が設営され、当該企業が経営･運営に当たった。尚、1993年に各社が運営していた映画館のほとんどは、当時グループ内企業であった東京テアトルに移管又は譲渡された。

### 西武百貨店
- シネ・ヴィヴァン・六本木 ※開館：1983年11月
- キネカ筑波 ※開館：1985年3月
- シネセゾン渋谷 ※開館：1985年11月
- シネセゾン所沢 ※開館：1986年4月
- シードホール（多目的ホール） ※開館：1986年2月
- シネマつかしん（多目的ホールの映画興行時の名称）

### 西友
- 小手指ドライブインシアター ※開館：1981年12月
- 春日井ドライブインシアター ※開館：1982年8月
- キネカ大森 ※開館：1984年3月
- キネカ錦糸町 ※開館：1986年11月
- 銀座テアトル西友  ※開館：1987年3月
- 光が丘テアトル西友 ※開館：1987年4月
- 前橋テアトル西友 ※開館：1987年9月
- 水戸テアトル西友 ※開館：1988年4月
- 高針テアトル西友 ※開館：1988年9月（1993年頃閉館）[1]
- スタジオams 三軒茶屋（多目的ホール） ※開館：1985年 ※1950年代前後の日本映画を中心とした名画座的な上映活動を展開。

### 東京テアトル
- セゾングループに帰属前より運営されている施設。
  - テアトル新宿
  - テアトル池袋
  - テアトルダイヤ
  - テアトル吉祥寺
- セゾングループに帰属中に新館オープンした施設。
  - テアトル梅田 ※開館：1990年4月
  - 厚木テアトルシネパーク ※開館：1994年3月

### パルコ
- 新所沢レッツシネパーク ※開館：1983年6月
- 津田沼レッツシネパーク ※開館：1985年11月
- パルコ調布キネマ ※開館：1989年5月
- パルコスペースPART3（多目的ホール） ※開館：1981年頃

## 映画祭 等
- フランス新作映画祭 - 1984年、フランス大使館、シネセゾン、西武美術館が主催し「チャオ･パンタン」など11作品を紹介。
- イタリア映画祭 - 1986年9月、シネ・ヴィヴァン･六本木、シネセゾン渋谷ほかを会場に、西武百貨店のイタリア展に併せて開催。ジュリアーノ・ジェンマなどが来日した。
- 北欧映画祭 - 1987年11月、シネ・ヴィヴァン･六本木、シード･ホールなどでスカンジナビア5カ国の10作品を紹介。
- キューバ映画祭'89 - 1989年8月、シードホール、キネカ大森にて。主催は西友。
- サンダンス映画祭in東京 - 1980年代後期から1990年代後期、西友が主幹して開催。
- ソビエト映画祭'90 - 1990年4月に銀座テアトル西友、キネカ錦糸町にて開催。
- ソビエト女性映画人週間'91 - 1991年4月に開催。
- 新ラテンアメリカ映画祭'90 - 1990年10月に銀座テアトル西友、キネカ錦糸町にて開催。ガルシア・マルケスなどが来日した。
- スペイン映画祭`98 - 1998年3月、スペイン大使館等が主催。運営を当時グループ会社であったキネマ旬報社が担い、シネ・ヴィヴァン･六本木を会場に開催。カルロス・サウラなどが来日した。
- さっぽろ映画フェスタ - 1990年代中期〜後期に西友が毎秋、札幌にて開催。初期は「さっぽろ北方圏映画祭」が名称であった。
- さっぽろ映像セミナー - 1990年代中期〜後期に西友が札幌の地で国際映画学校（未開校）の開設の準備していた経緯で、さっぽろ映画フェスタと同時期に開講していた合宿式の映画脚本塾。講師陣には、荒井晴彦、長谷川和彦、崔洋一、田村孟、大森一樹、丸山昇一、渡邊孝好などがあたり、出身者としては、榎本憲男 、佐藤毅、佐藤佐吉 、三原光尋 、吉田玲子 等。なお、このセミナーに参加脚本より「Focus」、「月とキャベツ」が映画化されている。

## 関連人物
- 阿部嘉昭 - 評論家。立教大学特任教授。 ※西友映画製作事業部
- 荒井曜 - 小説家。映画宣伝プロデューサー。
- 一瀬隆重 - 映画プロデューサー。 ※エクゼ プロデューサー
- 伊藤高志 - 映像作家。京都造形芸術大学教授。 ※シネセゾン 宣伝部
- 宇佐美昭次 - 元西友文化事業部長。 ※シネセゾン代表取締役
- 榎本憲男 - 映画監督、脚本家、映画プロデューサー。 ※銀座テアトル西友 支配人
- 紀国憲一 - 元西武百貨店文化事業部長。 ※シネ・ヴィヴァン･六本木の開館を推進。
- 黒井和男 - 映画プロデューサー。 ※西友映画製作事業部 顧問
- 佐藤佐吉 - 映画監督、脚本家。俳優。 ※サンダンス映画祭in東京 企画担当
- 高丘季昭 - 元セゾングループ代表幹事。
- 堤康二 - セゾン文化財団 理事 ※エクゼ、セディック プロデューサー
- 中川陽介 - 映画監督。SSコミュニケーションズ 編集。
- 中澤敏明 - 映画プロデューサー。 ※セディック プロデューサー
- 門間貴志 - 映画研究者、明治学院大学文学部芸術学科教授。 ※シードホール 担当
- 山口一信 - 書籍・雑誌編集者。映画プロデューサー。 ※西友映画製作事業部 事業部長
- 柳下美恵 - サイレント映画伴奏ピアニスト。 ※スタジオ200 担当

　　　　　　　　　　　　　　　　　　　　　　　　　　　　　　　　※ 在職時の役職など

## その他
- エイゼンシュテイン記念国際シンポジウム 〜映画100年にむけて〜 - 1993年10月にキネカ錦糸町にて開催。
- キネマ旬報社 ※1991年にセゾングループの出版会社SSコミュニケーションズの関連会社となり、2001年までグループ内企業であった。
- さっぽろ国際映画学校(仮称) ※未成校。英国国立映画テレビ学校 (NFTS: National Film and Television School) の提携校として、フジサンケイグループの石田達郎の企画に西友が参画していた。
- さっぽろ映像セミナー ※未成校となった、さっぽろ国際映画学校(仮称)のプレ企画として、1993年〜1990年代後期に毎年秋に開講されていた合宿式のシナリオセミナー。毎回、著名な映画監督、脚本家、プロデューサーを講師に招き1週間に渡り講義を行っていた。なお、映画「Focus」、「月とキャベツ」は、このセミナーに参加したシナリオの映画化作品。

## セゾングループの文化事業関連
- パルコ劇場
- セゾン劇場
- セゾン文化財団
- セゾン美術館
- セゾン現代美術館
- 八ヶ岳高原音楽堂 - クラシック音楽ホール
- MUSIC TODAY 今日の音楽 - 武満徹が企画・構成する現代音楽祭
- リブロポート - 出版社
- キネマ旬報社 - 1991年、セゾングループに譲渡された[2]。2001年、角川書店グループに買収された。